# Geologe

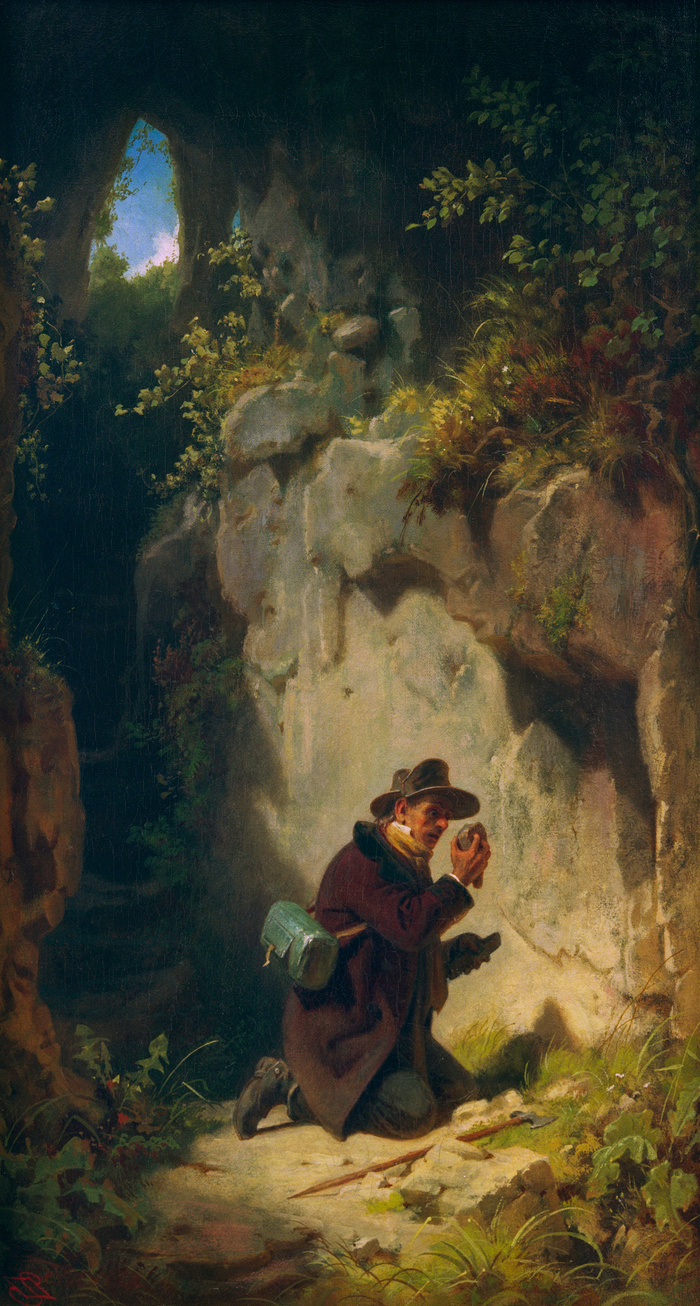
Der Geologe. Gemälde von Carl Spitzweg, ca. 1860.

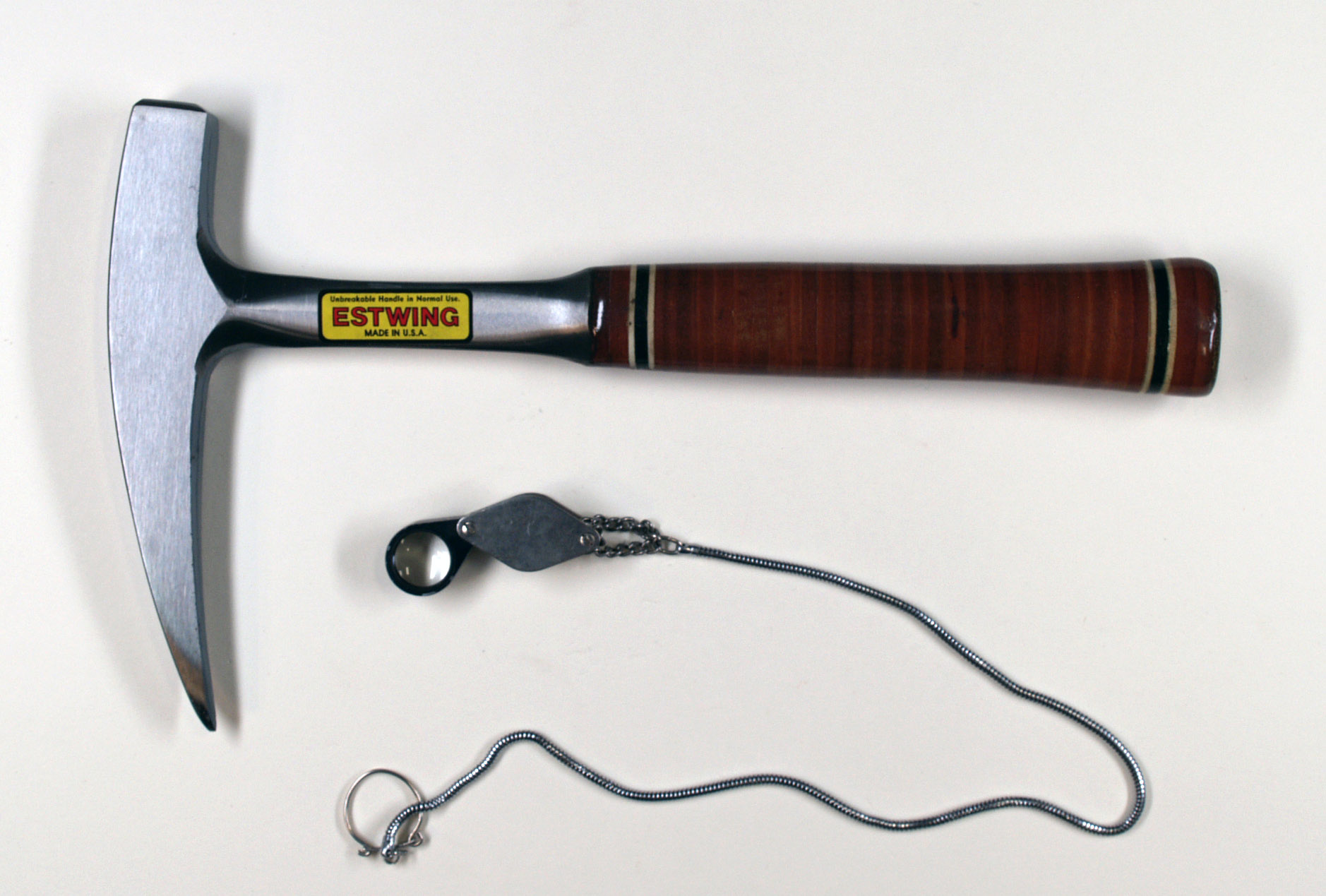
Geologenhammer und Gesteinslupe gehören zu den wichtigsten Hilfsmitteln eines Geologen

Der Geologe ist ein akademisch ausgebildeter Naturwissenschaftler oder Techniker, der sich beruflich oder in privater Initiative mit der Geologie und verwandten Wissenschaften oder mit ihrer technischen Anwendung befasst.

## Arbeitsgebiete
Die hauptsächlichen Arbeitsgebiete von Geologen sind
1. globale Themen der Geologie (Zusammensetzung und Struktur des Erdkörpers als Ganzes, seine Vergangenheit und Entwicklung, globale Plattentektonik, Forschungsbereiche am Rand zur Geophysik usw.)
2. geologische Landesaufnahme (Feldarbeit und Kartierung für geologische Karten, Dokumentation der Proben und Ergebnisse, Eingabe in Geoinformationssysteme (GIS) usw.)
3. Regionale Geologie – auf Basis der o. a. geologischen Landesaufnahme, mit Satellitenfotos, Bohrungen usw. – die spezielle Erforschung einzelner Formationen und ihrer im Laufe der Erdgeschichte eingetretenen Veränderungen und deren Ursachen (Tektonik)
4. Geodynamik – Messung der Veränderungen (z. B. von Erdkrustenbewegungen) mit geologischen Mitteln und in Kooperation mit der Geodäsie, lokal auch der Bodenmechanik; Untersuchung der Prozesse, welche die Erdoberfläche formen
5. Technische oder Baugeologie – Anwendung auf die Sicherheit größerer Gebäude und von Großprojekten im Hoch- und Tiefbau.
6. die Erkundung und Bewertung von Rohstoffen, wie Erdöl, Erdgas, Erzen, Massenrohstoffen, wie Sand, Kies und Kalkstein,  aber auch Grundwasser und Erdwärme

## Bezeichnung der Disziplin
Bis ins 19. Jahrhundert bezeichneten sich Geologen oft als Geognostiker – und dies, obwohl der Terminus Geologie im heutigen Sinn schon 1778 bei Jean-André Deluc auftauchte und kurz darauf von Horace-Bénédict de Saussure (1740–1799) als feststehender Begriff etabliert wurde.

## Bedeutende Geologen
Siehe dazu die Liste von Geologen mit alphabetisch geordnetem Verzeichnis berühmter oder herausragender Geologen bzw. Geowissenschaftler.